# Joanna Sowa
Joanna Sowa (ur. 1965) – polska filolog, dr hab. nauk humanistycznych, profesor nadzwyczajny i kierownik Katedry Filologii Klasycznej Wydziału Filologicznego Uniwersytetu Łódzkiego.

## Życiorys
29 listopada 1996 obroniła pracę doktorską Problematyka pojęcia Filia w platońskim dialogu "Lizys", 18 czerwca 2010 habilitowała się na podstawie pracy zatytułowanej Między Erosem a Arete. Przyjaźń w etyce Platona i Arystotelesa. Otrzymała nominację profesorską.
Objęła funkcję profesora nadzwyczajnego, a także kierownika w Katedrze Filologii Klasycznej na Wydziale Filologicznego Uniwersytetu Łódzkiego.